# Metasepia pfefferi
Metasepia pfefferi är en bläckfiskart som först beskrevs av William Evans Hoyle 1885.  Metasepia pfefferi ingår i släktet Metasepia och familjen Sepiidae. IUCN kategoriserar arten globalt som otillräckligt studerad. Inga underarter finns listade i Catalogue of Life.

## Bildgalleri

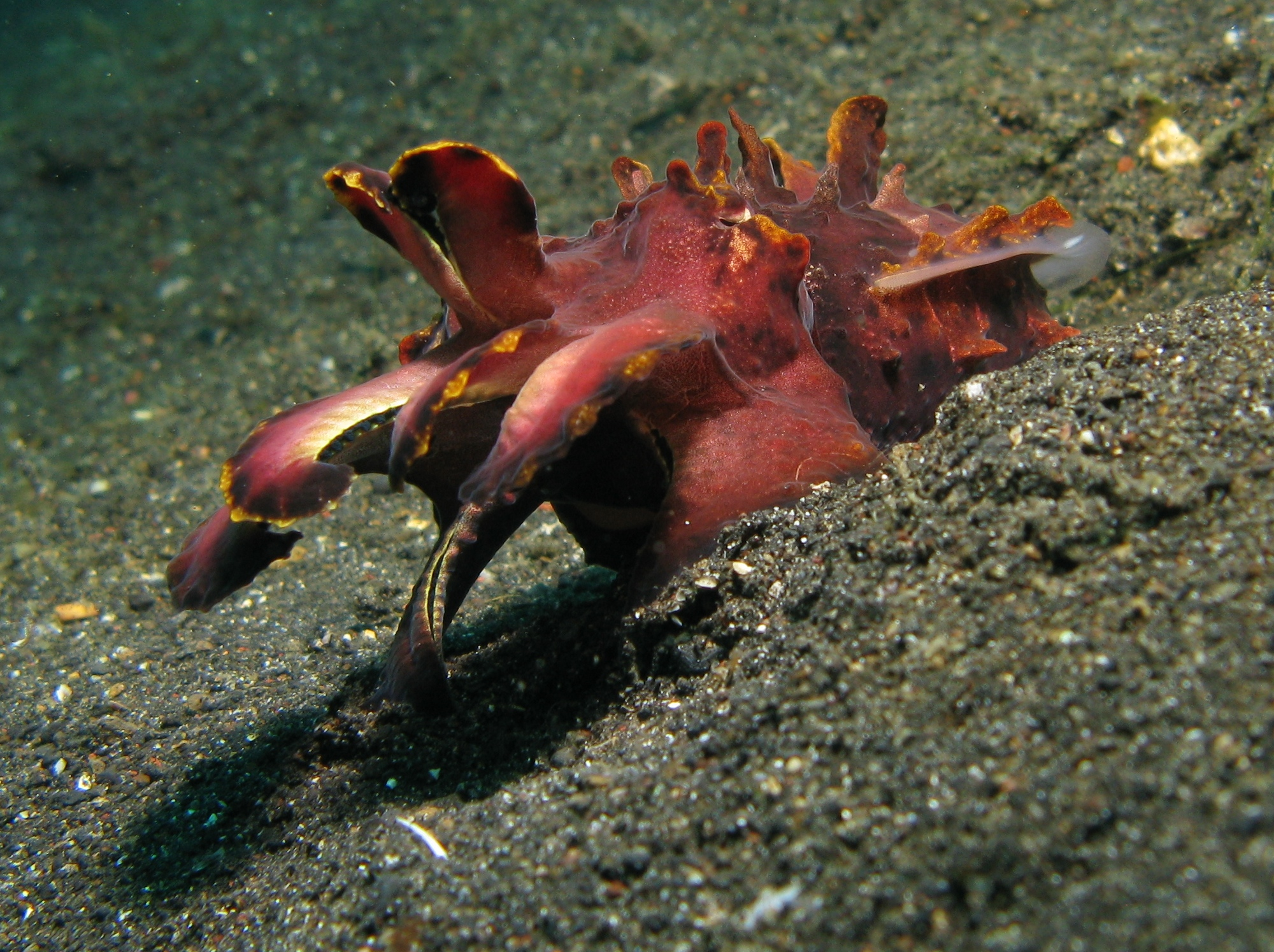
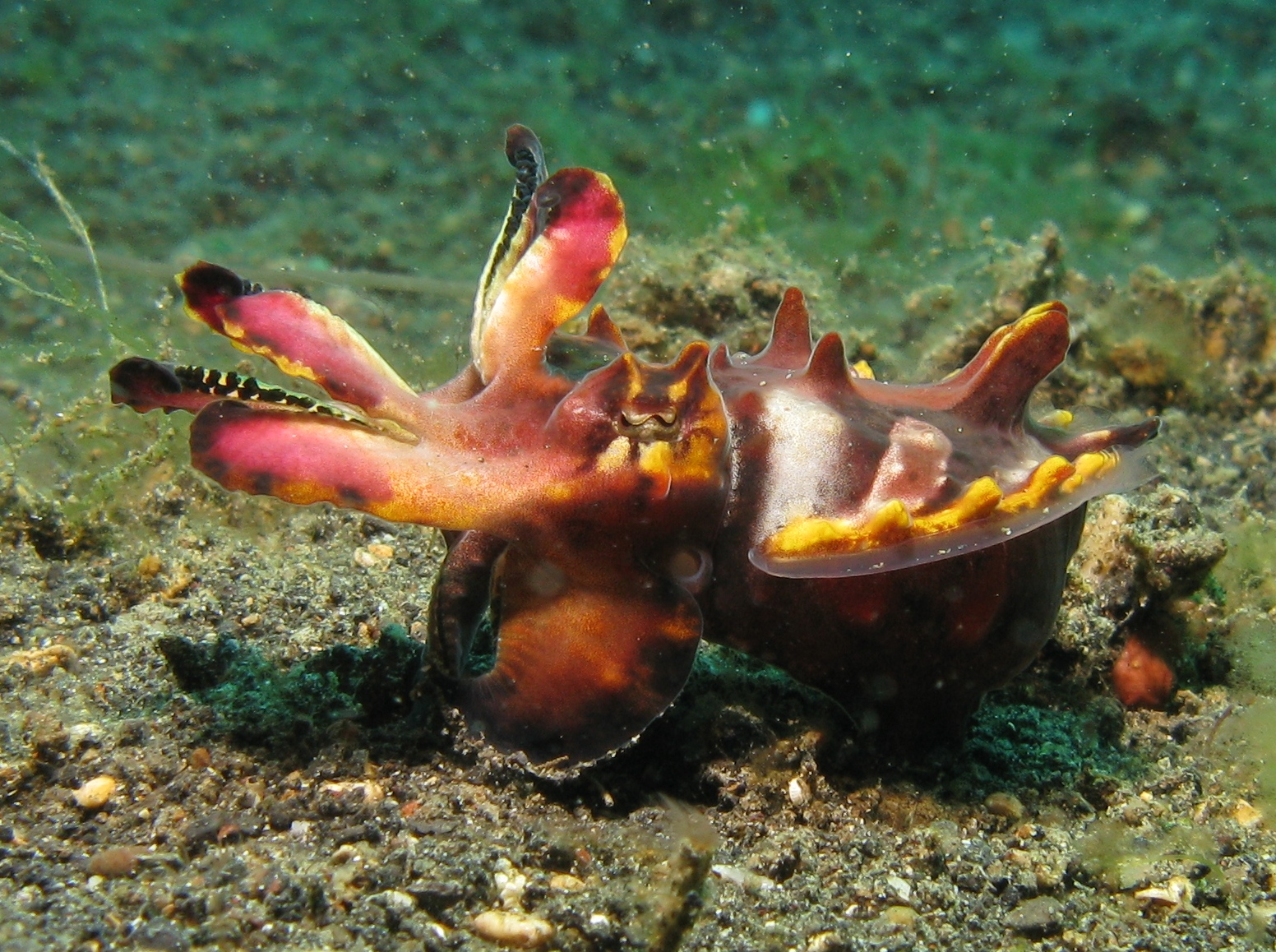
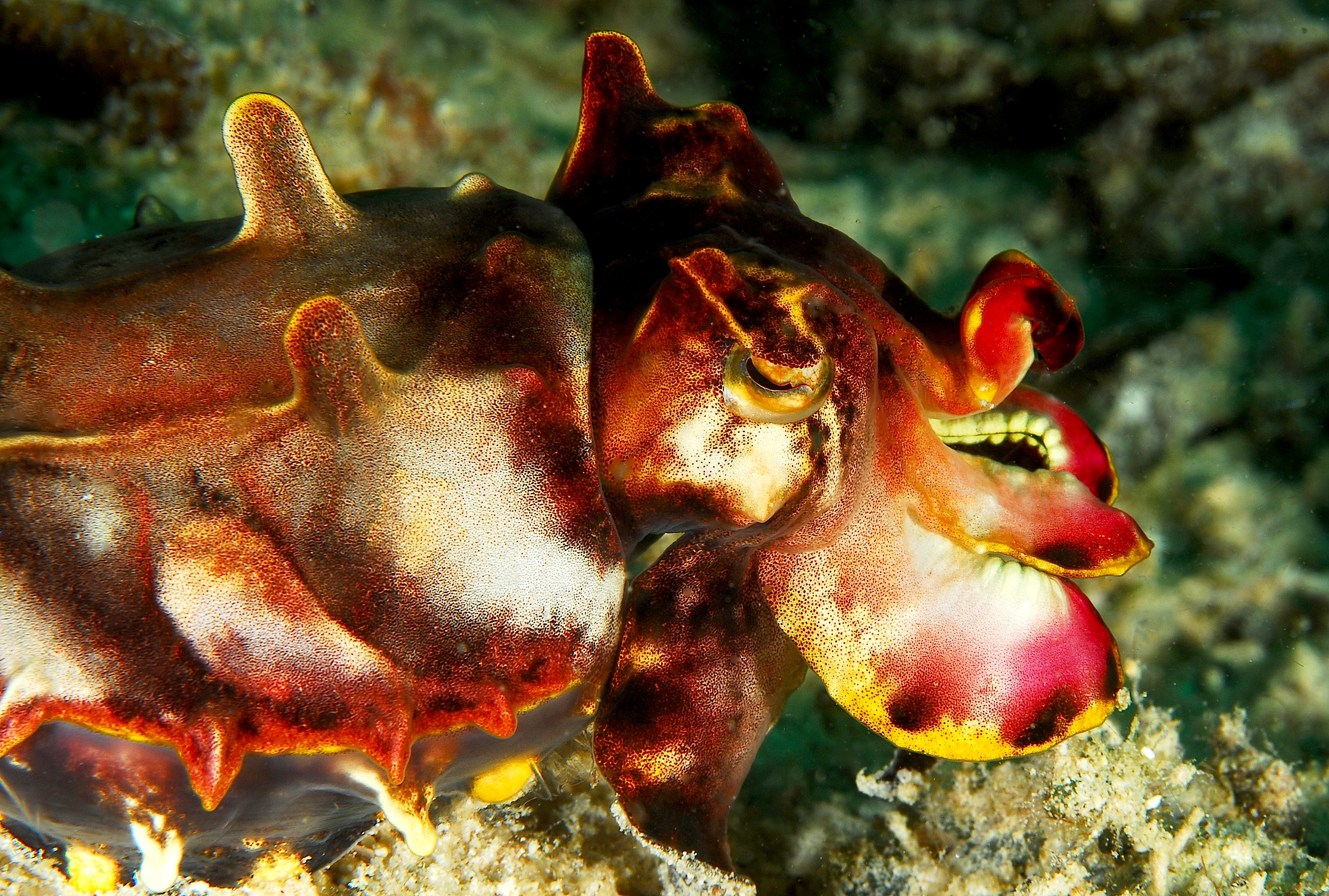
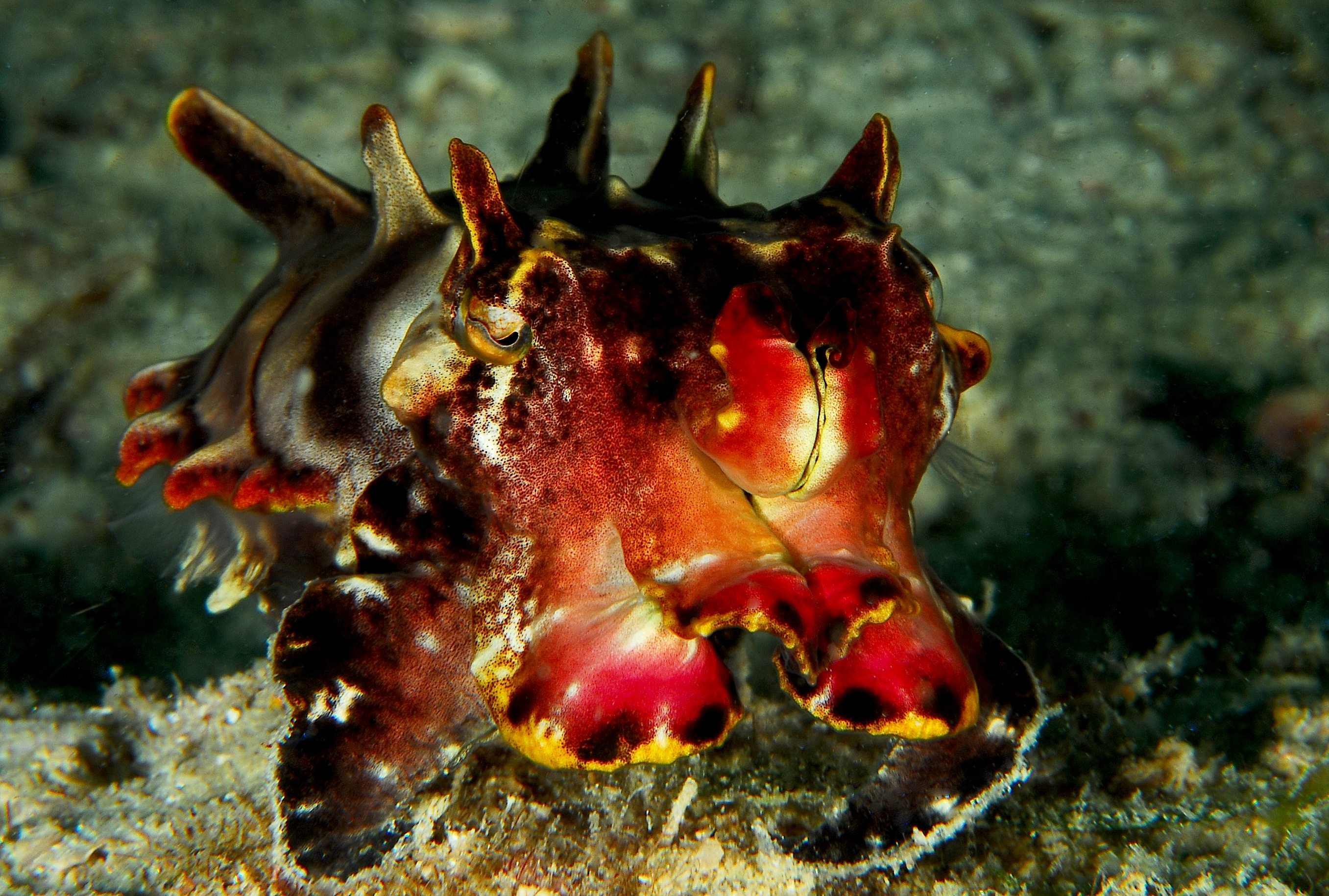
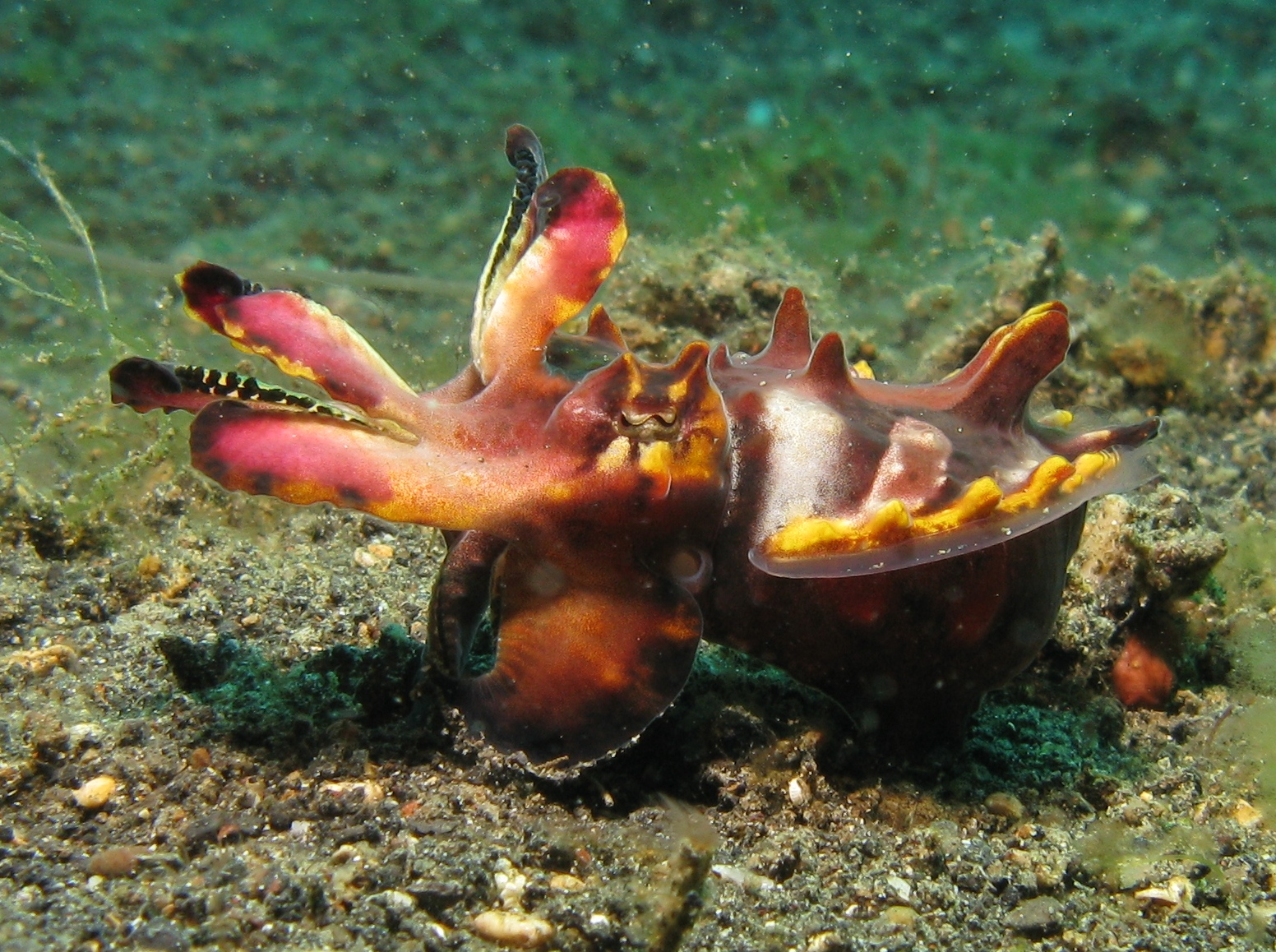
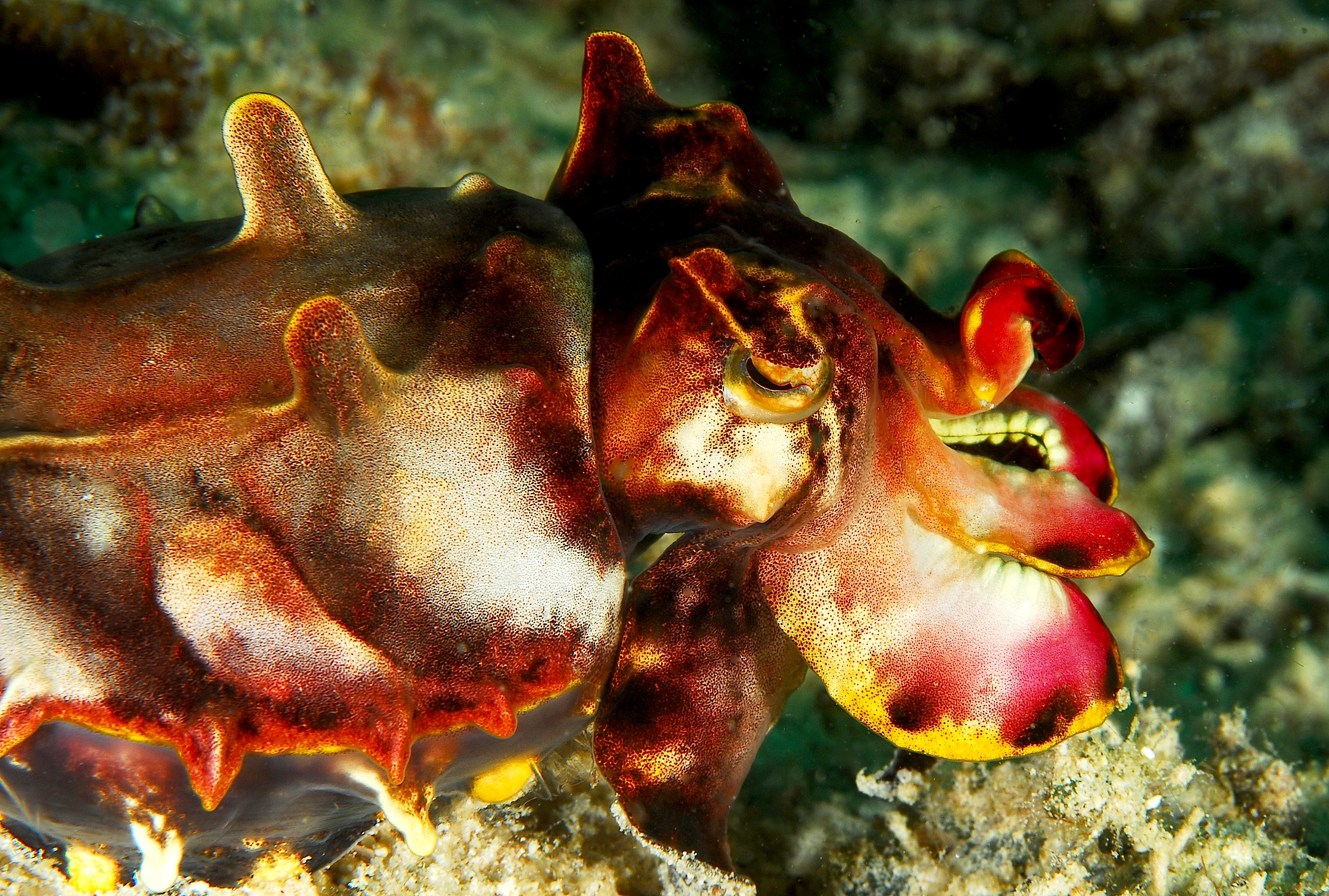